# ITM Cup 2015
La ITM Cup 2015 fue la cuadragésima edición y décima con el formato actual del principal torneo de rugby profesional de Nueva Zelanda.
El campeón de la competición fue el equipo de Canterbury quienes lograron su décimo segundo campeonato.

## Sistema de disputa
Los equipos enfrentan a los seis equipos restantes de su división y disputan cuatro encuentros inter-división, totalizando 10 encuentros, 
- Los cuatro equipos con mejor clasificación al final de la fase de grupos de la Premiership clasifican a semifinales buscando el título de la competición, mientras que el séptimo lugar desciende al Championship de la temporada siguiente.

- Los cuatro mejores clasificados del Championship clasifican a semifinales buscando el ascenso a la Premiership de la temporada siguiente, el campeón asciende de manera automática a la división de honor.

## Premiership - Primera División
- Clasificación[1]

| Pos. | Equipo           | Encuentros | Encuentros | Encuentros | Encuentros | Tantos | Tantos | Tantos | PB | PB | Puntos |
| Pos. | Equipo           | PJ         | PG         | PE         | PP         | F      | C      | Dif    | BO | BD | Puntos |
| ---- | ---------------- | ---------- | ---------- | ---------- | ---------- | ------ | ------ | ------ | -- | -- | ------ |
| 1.º  | Canterbury       | 10         | 9          | 0          | 1          | 307    | 177    | +130   | 6  | 1  | 43     |
| 2.º  | Auckland         | 10         | 7          | 1          | 2          | 339    | 232    | +107   | 5  | 2  | 37     |
| 3.º  | Tasman           | 10         | 7          | 0          | 3          | 331    | 236    | +95    | 7  | 0  | 35     |
| 4.º  | Taranaki         | 10         | 6          | 0          | 4          | 290    | 175    | +115   | 5  | 3  | 32     |
| 5.º  | Counties Manukau | 10         | 4          | 0          | 6          | 248    | 262    | –14    | 5  | 2  | 23     |
| 6.º  | Waikato          | 10         | 4          | 0          | 6          | 225    | 281    | –56    | 3  | 2  | 21     |
| 7.º  | Manawatu         | 10         | 3          | 0          | 7          | 248    | 367    | –119   | 5  | 2  | 19     |

|  | Semifinalista.            |
|  | Descenso al Championship. |

### Semifinales
| 16 de octubre | Auckland | 44 - 24 | Tasman | Eden Park, Auckland |  |

| 17 de octubre | Canterbury | 46 - 20 | Taranaki | AMI Stadium, Christchurch |  |

### Final
| 24 de octubre | Canterbury | 25 - 23 | Auckland | AMI Stadium, Christchurch |  |

| Bandera de Nueva Zelanda |
| Campeón Canterbury       |
| Décimo segundo título    |

## Championship - Segunda División
- Clasificación[2]

| Pos. | Equipo        | Encuentros | Encuentros | Encuentros | Encuentros | Tantos | Tantos | Tantos | PB | PB | Puntos |
| Pos. | Equipo        | PJ         | PG         | PE         | PP         | F      | C      | Dif    | BO | BD | Puntos |
| ---- | ------------- | ---------- | ---------- | ---------- | ---------- | ------ | ------ | ------ | -- | -- | ------ |
| 1.º  | Hawke´s Bay   | 10         | 7          | 1          | 2          | 302    | 219    | +83    | 6  | 1  | 37     |
| 2.º  | Wellington    | 10         | 6          | 1          | 3          | 304    | 178    | +126   | 6  | 2  | 34     |
| 3.º  | Otago         | 10         | 6          | 0          | 4          | 360    | 314    | +46    | 7  | 1  | 32     |
| 4.º  | Bay of Plenty | 10         | 4          | 0          | 6          | 212    | 258    | –46    | 2  | 1  | 19     |
| 5.º  | North Harbour | 10         | 3          | 0          | 7          | 212    | 294    | –82    | 3  | 2  | 17     |
| 6.º  | Southland     | 10         | 2          | 1          | 7          | 217    | 325    | –108   | 1  | 3  | 14     |
| 7.º  | Northland     | 10         | 0          | 0          | 10         | 143    | 420    | –277   | 1  | 0  | 1      |

|  | Semifinalista. |

### Semifinales
| 17 de octubre | Hawke´s Bay | 33 - 26 | Bay of Plenty | McLean Park, Napier |  |

| 22 de octubre | Wellington | 34 - 14 | Otago | Westpac Stadium, Wellington |  |

### Final
| 23 de octubre | Hawke´s Bay | 26 - 25 | Wellington | McLean Park, Napier |  |

| Bandera de Nueva Zelanda         |
| Ganador Championship Hawke´s Bay |
| Segundo título                   |